# اوی لیبفارث
اوی لیبفارث (انگلیسی: Evy Leibfarth؛ زادهٔ ۲۶ ژانویهٔ ۲۰۰۴) قایقران کانو اهل ایالات متحده آمریکا است.
وی در مسابقات کشوری و بین‌المللی در مجموع برندهٔ ۵ مدال طلا، ۱ مدال نقره، ۵ مدال برنز شده است.